# Haemaphysalis eupleres
Haemaphysalis eupleres este o specie de căpușe din genul Haemaphysalis, familia Ixodidae, descrisă de Hoogstraal, Kohls și Harold Trapido în anul 1965.
Este endemică în Madagascar. Conform Catalogue of Life specia Haemaphysalis eupleres nu are subspecii cunoscute.